# Julio Galán
Julio Galán, né le 5 décembre 1958 à Múzquiz (es) et mort le 4 août 2006, est un peintre mexicain.

## Biographie
Julio Galán a commencé sa carrière de peintre à Monterrey.
Andy Warhol a reproduit plusieurs des œuvres de Galán dans son magazine, Interview, peu après que Galán se soit installé à New York en 1984. Galán a ensuite  exposé à New York, Mexico et en Europe. En 1994, il remporte le « Premio Marco » décerné par le Museo de Arte Contemporáneo de Monterrey (en) et il expose au Center for Fine Arts à Miami, au Musée d'art moderne de Mexico et au Contemporary Arts Museum Houston.
Il meurt dans un accident d'avion 2006

## Œuvres
- Tange, Tange, Tange, 1988, huile sur toile, exposition Paris : Hôtel des arts, 17 novembre 1992-11 janvier 1993[2]
- Anal y Isis, 1971, huile sur toile, exposition Centre national d'art et de culture Georges-Pompidou : Fémininmasculin, le sexe de l'art, du 24 octobre 1995 au 12 février 1996[3]